# Trittenheim
Trittenheim är en kommun och ort i Landkreis Trier-Saarburg i förbundslandet Rheinland-Pfalz, Tyskland. Kommunen har cirka 1 100 invånare.
Kommunen ingår i kommunalförbundet Verbandsgemeinde Schweich an der Römischen Weinstraße tillsammans med ytterligare 18 kommuner.